# Dalmatyka

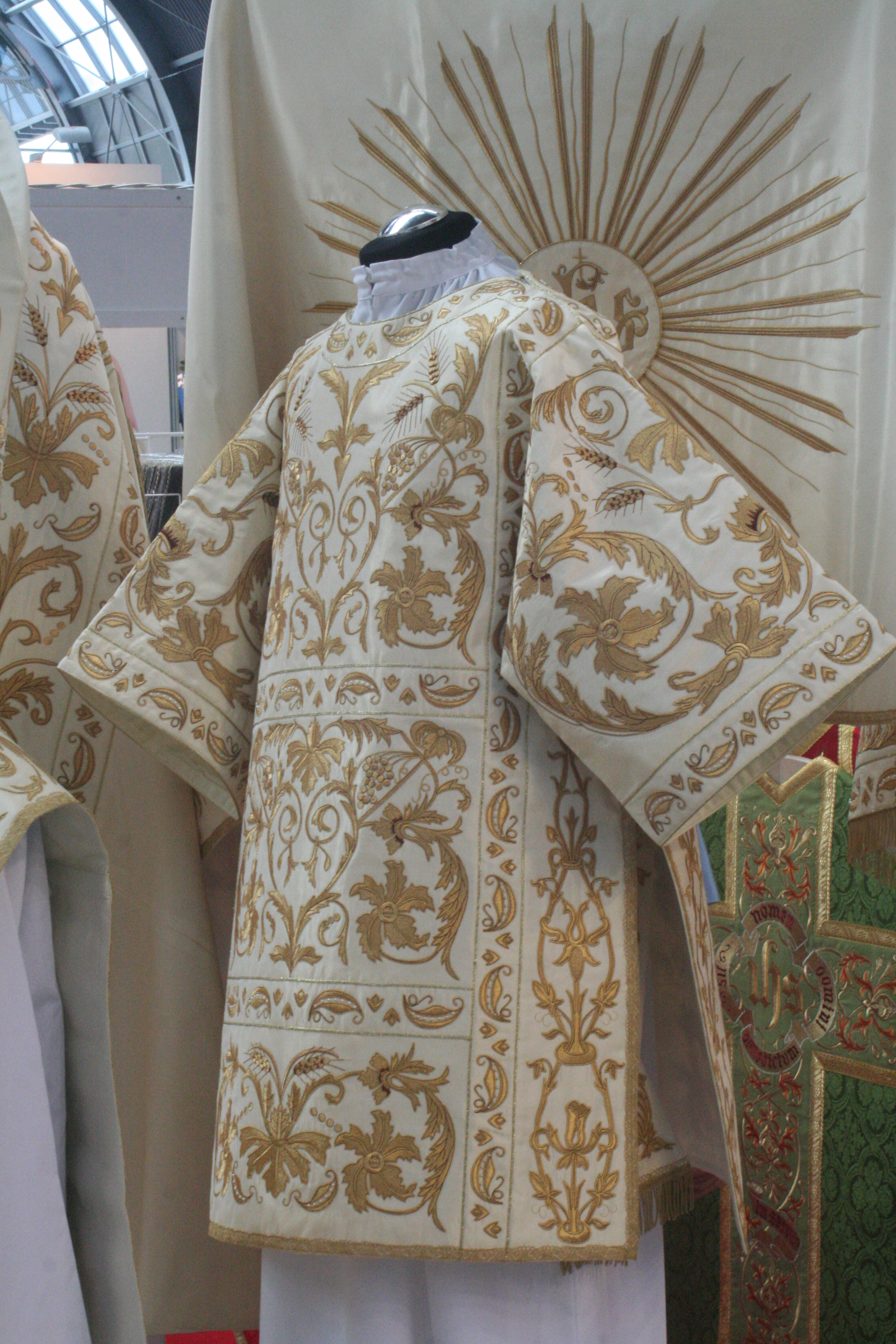
Dalmatyka rzymska

Dalmatyka – szata liturgiczna diakona w Kościele rzymskokatolickim i Reformowanym Kościele Katolickim w Polsce.  

## Rys historyczny
Pierwotnie dalmatyka była strojem świeckim mieszkańców Dalmacji, od której wzięła nazwę. Od II wieku była popularna w tym samym charakterze także w innych prowincjach Cesarstwa Rzymskiego. Od I poł. IV w. stała się elementem stroju liturgicznego Patriarchy Konstantynopola i papieża. Decyzją Sylwestra I dalmatyka stała się szatą właściwą dla diakonów rzymskich. Strojem liturgicznym charakterystycznym dla diakona w całym Kościele łacińskim dalmatyka stała się w IX wieku.
Była to szata długa i szeroka, nieprzepasana, o krótkich i szerokich rękawach. Z czasem uległa skróceniu, a dla łatwiejszego jej nakładania przecięto ją z obydwu boków, łącznie z rękawami. W starożytności była koloru białego z czerwonymi, pionowymi pasami, biegnącymi od ramion do dołu, tak z przodu, jak i z tyłu. Od XVIII w. jej kolor zaczęto dostosowywać do koloru ornatu.

## Kościół rzymskokatolicki

### Nadzwyczajna forma rytu rzymskiego
W nadzwyczajnej formie rytu rzymskiego dalmatyka przysługuje diakonowi (bądź kapłanowi, który pełni funkcję diakona). We mszy pontyfikalnej dalmatyka przysługuje dodatkowo diakonom honorowym asystującym biskupowi, a także samemu biskupowi, który wkłada ją pod ornat (może ona być albo w kolorze ornatu, albo biała).

### Zwyczajna forma rytu rzymskiego
Po Soborze Watykańskim II przyjęto zasadę, że każdy ma pełnić w liturgii wyłącznie swoją własną funkcję. We współczesnej, zwyczajnej formie rytu rzymskiego, przy braku diakona jego funkcję wypełnia kapłan, ale w szatach właściwych swojemu urzędowi. Dalmatyka jest szatą własną diakona, tj. właściwą diakonowi. Diakon wkłada ją na albę i stułę przewieszoną przez lewe ramię i spiętą po prawej stronie. Diakon może jej nie używać, gdy dalmatyki brak, bądź liturgia jest mniej uroczysta. 
Biskup może nosić dalmatykę pod ornatem podczas mszy wspólnotowej (missa stationalis). Zakłada ją także elekt na mszę swoich święceń biskupich. 
Liturgia papieska, która kieruje się własnymi prawami, zachowała zwyczaj używania dalmatyki przez diakonów honorowych, asystujących papieżowi podczas mszy. Funkcję tę pełnią w liturgii papieskiej kardynałowie diakoni.

## Kościoły prawosławne oraz Katolickie Kościoły wschodnie
We wschodnich tradycjach liturgicznych diakoni nie używają dalmatyki, lecz jedynie sticharion z orarionem (odpowiedniki alby i stuły). Bizantyjskim wydaniem dalmatyki jest natomiast noszony przez biskupów sakkos. 

## Bibliografia

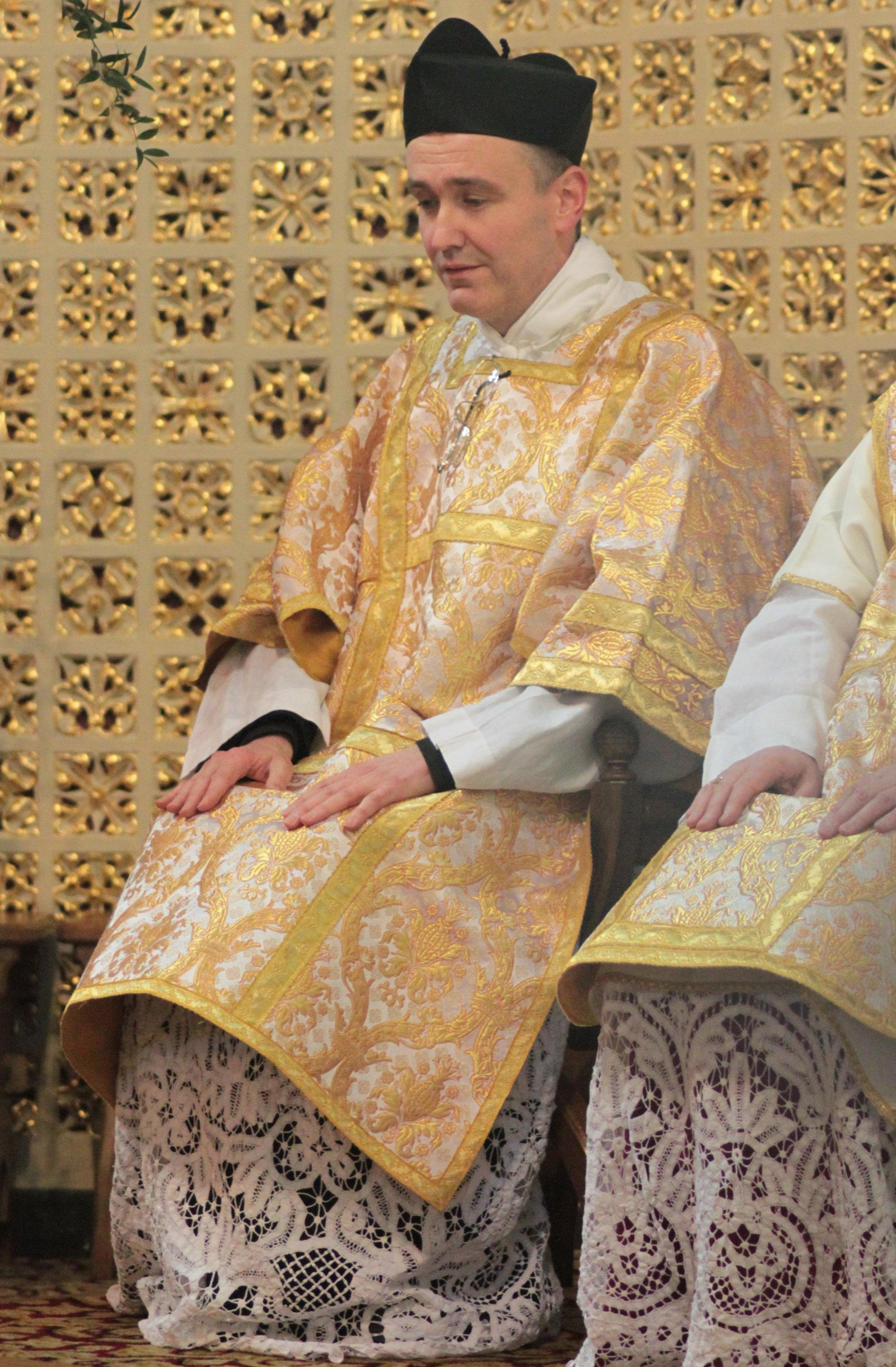
Diakon w dalmatyce rzymskiej
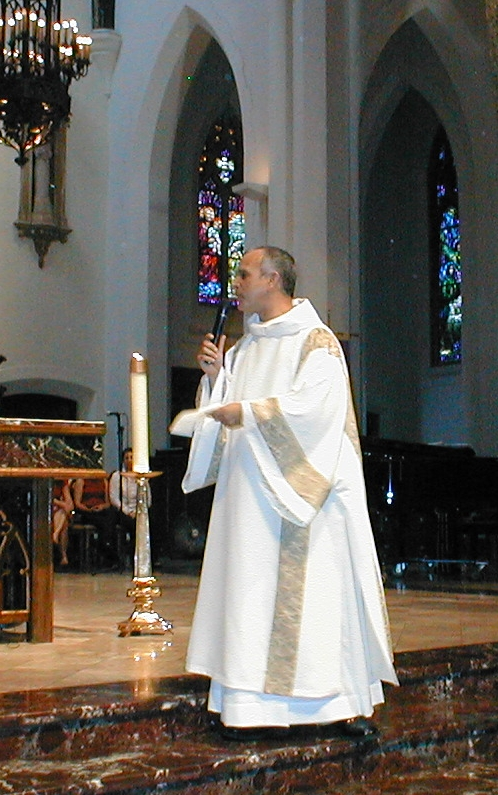
Diakon w dalmatyce gotyckiej